# École des hautes études en sciences sociales
L'École des hautes études en sciences sociales (EHESS) est un grand établissement français dont les campus sont situés à Aubervilliers (Campus Condorcet), Marseille (Vieille Charité) et Paris (boulevard Raspail). Elle assure la recherche et la formation à la recherche dans les disciplines des sciences sociales.
Elle est l'héritière de la VIe section de l'École pratique des hautes études, au sein de laquelle elle est instituée en 1947 et dont elle s'émancipe administrativement en 1975.

## Histoire

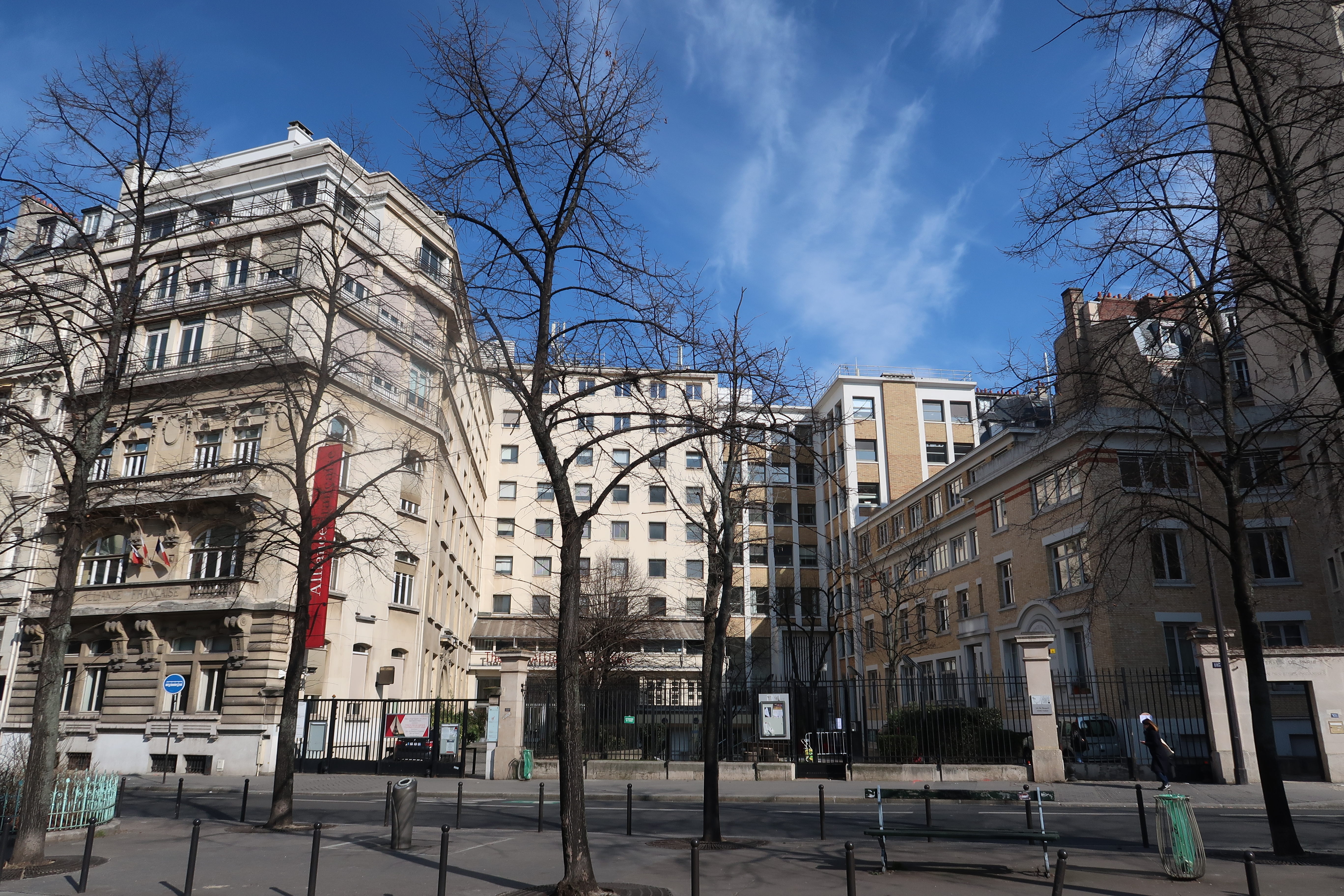
Ancien bâtiment au 105 boulevard Raspail.

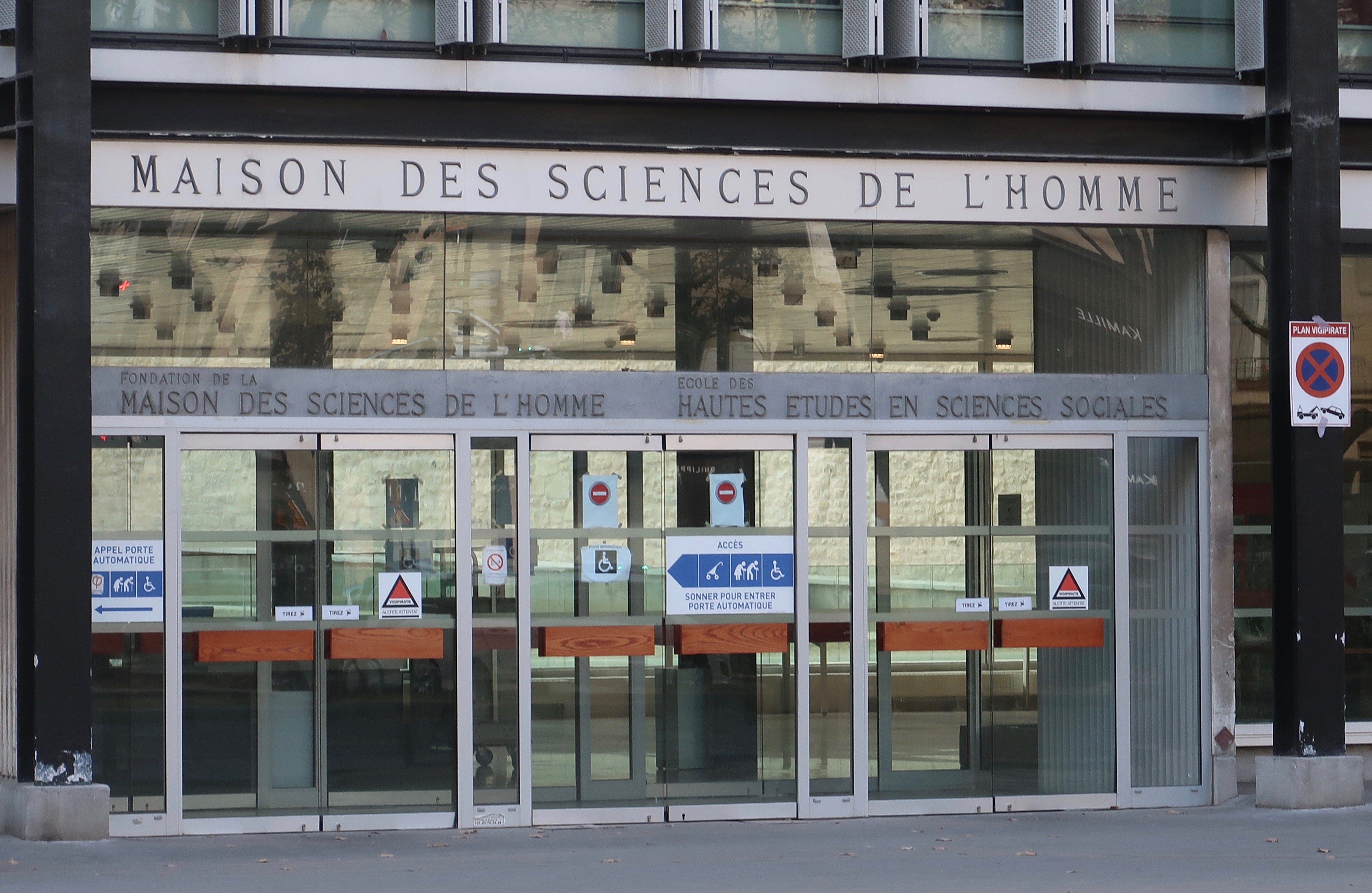
Porte d'entrée. Maison des sciences de l'homme, 54 boulevard Raspail (6e arrondissement de Paris).

En 1947, est démantelée à New York l'École libre des hautes études (ELHE) qu'avaient fondée là, cinq ans plus tôt, Claude Lévi-Strauss, Jean Perrin et quelques autres, pour accueillir les intellectuels qui fuyaient alors l'expansion du nazisme en Europe.
Des cette année 1947, plusieurs anciens membres de l'École libre, dont son directeur Alexandre Koyré, s'installent à Paris et fondent la VIe section de l'École pratique des hautes études, qui fonctionne d'abord comme la section parisienne de la New School for Social Research new-yorkaise, grâce aux soutiens logistique et financier du Gouvernement américain et de la Fondation Rockefeller.
Y exercent alors intellectuels juifs d'élite qui s'étaient exilés outre Atlantique, parfois communistes.
La fondation de la VIe section répond aux objectifs qu'avaient en 1878 les fondateurs de l'EPHE, 
Ernest Renan et Victor Duruy : introduire en France la « formation par la recherche » et le « séminaire de recherche » — des pratiques déjà usuelles en Allemagne —, 
et au besoin, régulièrement exprimé depuis la création de l'EPHE, de regrouper l'enseignement des sciences sociales.
Cette VIe section est officiellement instituée par le décret du 3 novembre 1947
.
La section est d'abord dirigée par l'historien Lucien Febvre puis, après sa mort en 1956, par Fernand Braudel. Dans les années 1960, elle devient un centre de réflexion interdisciplinaire et méthodologique en associant les différentes sciences sociales. Fernand Braudel élabore au milieu des années 1950 avec Gaston Berger le projet d'une Maison des sciences de l'Homme, qui est concrétisée avec l'appui financier de la Fondation Ford, et accueille progressivement diverses équipes de recherche disséminées dans le quartier latin et dans les locaux actuels du boulevard Raspail. La section développe un recrutement tourné vers la recherche et l'international. Jacques Le Goff succède à Fernand Braudel en 1972.
En 1975, la VIe Section s'émancipe administrativement de l'École pratique et devient l'École des hautes études en sciences sociales. Elle est dotée du statut d'établissement public et habilitée à délivrer des doctorats d'État. Elle abrite désormais un grand nombre de centres de recherche couvrant l'ensemble des sciences sociales. Elle devient un grand établissement en 1984, à l'instar de l'EPHE ou du Collège de France.
Depuis le 26 novembre 2022, son président est Romain Huret. Il succède à Jacques Le Goff (fondateur), François Furet, Marc Augé, Jacques Revel, Danièle Hervieu-Léger, François Weil, Pierre-Cyrille Hautcœur et Christophe Prochasson.
En mai 2021, la Cour des comptes épingle la gestion et le fonctionnement de l'EHESS et indique dans un rapport qu'elle doit « renouveler son modèle »,. Parmi les critiques évoquées sont énumérés le recrutement endogène, la durée des thèses anormalement longue, le taux d'échec en master 2 trop important, la fragilité et l'isolement de l'institution ou encore le manque de transparence.

## Localisations géographiques

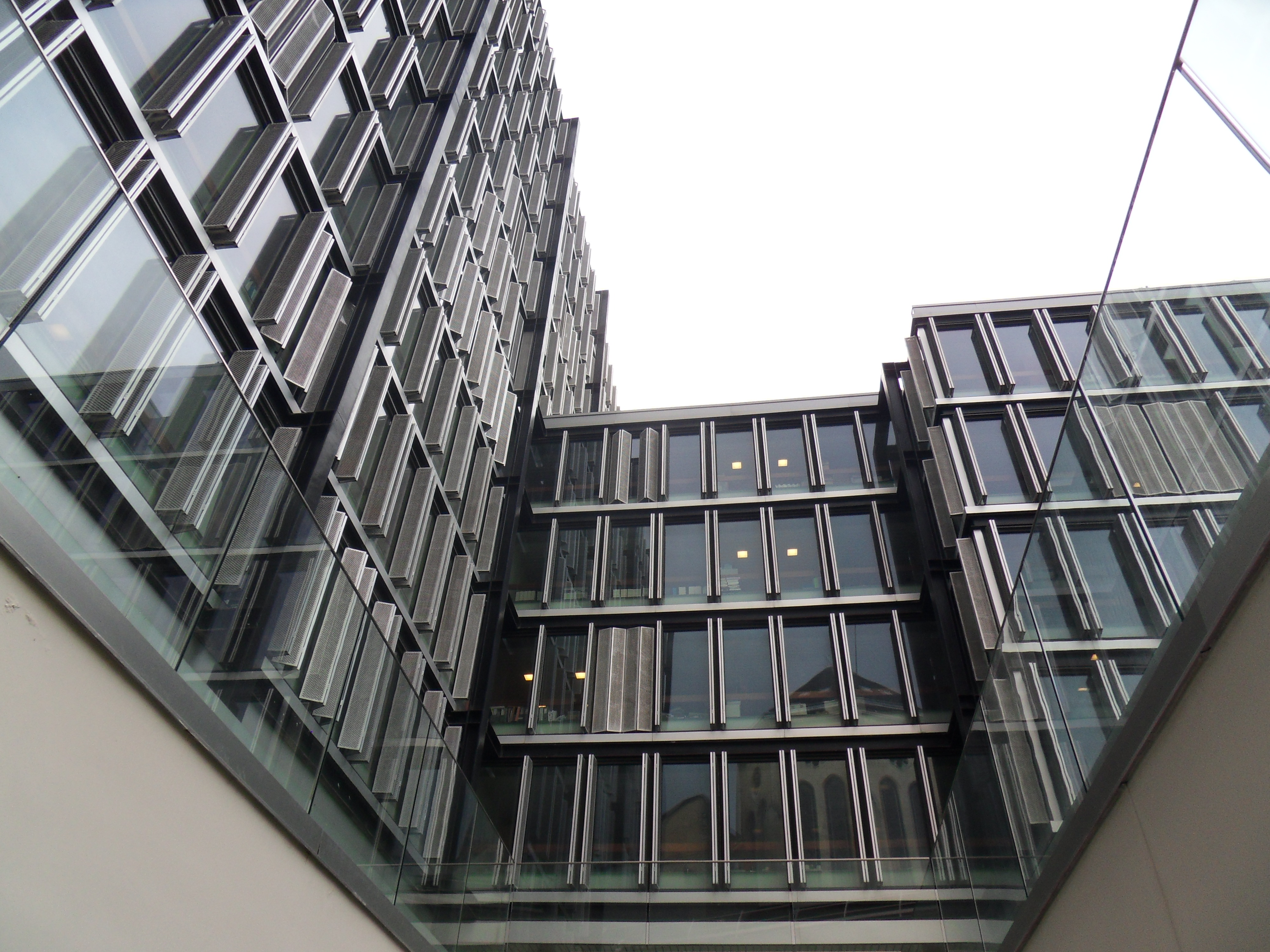
Bâtiment de l'EHESS au Boulevard Raspail

Le siège de l'EHESS est situé au 54, boulevard Raspail, dans le 6e arrondissement de Paris, sur la partie du boulevard située au niveau de l'allée Claude-Cahun-Marcel-Moore (au sud) et de l'allée Jacques-Derrida (au nord). Il y est installé depuis la construction de ce bâtiment, excepté durant le désamiantage qui a imposé entre 2011 et 2017 l'installation de l'EHESS au 190, avenue de France, dans le 13e arrondissement.
L'EHESS a également occupé des bâtiments situés aux 96 et 105 du même boulevard, ainsi qu'au 10, rue Monsieur le Prince. Décidée sous la présidence de D. Hervieu-Léger, sa participation au Campus Condorcet, au nord de la place du Front Populaire à Aubervilliers, a permis la livraison d'un bâtiment neuf en 2019 où sont installées plusieurs centres de recherche. Les locaux des 96 et 105 boulevard Raspail sont alors libérés.
Un certain nombre de centres de recherche sont installés dans les locaux de partenaires universitaires, en particulier l'Ecole normale supérieure (au 48, boulevard Jourdan et au 29, rue d'Ulm).
L'EHESS est également implantée hors de Paris, à Marseille (à la Vieille Charité), à Lyon et à Toulouse. Elle y a notamment contribué à la fondation de l'École d'économie de Toulouse et à celle d'Aix-Marseille, en partenariat avec le CNRS et les universités.

## Partenariats
L'activité de l'EHESS est largement partenariale, une dizaine de ses trente deux unités de recherche ayant une autre tutelle universitaire (parmi lesquelles les universités Paris 1, Paris 5, Paris 7, Paris 13, le Collège de France, l'École normale supérieure, l'École pratique des hautes études, Aix-Marseille université). Elle est fondatrice de l'École d'économie de Paris dite Paris School of Economics (PSE) avec le CNRS, l'ENS Ulm, l'INRAE, l'ENPC et l'Université Paris 1, du GREQAM et de l'École d'économie de Toulouse. Elle est membre fondateur de l'Institut méditerranéen d'études avancées (IMéRA) à Marseille.
L'EHESS rejoint fin 2014 la Communauté d'universités et d'établissements Paris Sciences et Lettres (PSL) en tant que membre associé, mais se prononce en juin 2018 contre une entrée définitive dans la nouvelle université. Elle établit alors des liens privilégiés avec l'Université PSL sans toutefois en devenir membre.
L'école continue d'entretenir des liens avec la New School for Social Research de New York.

## Activités
En 2019, se tient la conférence Nouvelle école polonaise d’histoire de la Shoah. La conférence a été perturbée par les nationalistes polonais,,. Le président de l'EHESS, Christophe Prochasson, a déclaré qu'il ne pouvait se souvenir d'une perturbation aussi violente lors d'une conférence scientifique. La ministre Frédérique Vidal a condamné les autorités polonaises,.

## Scolarité

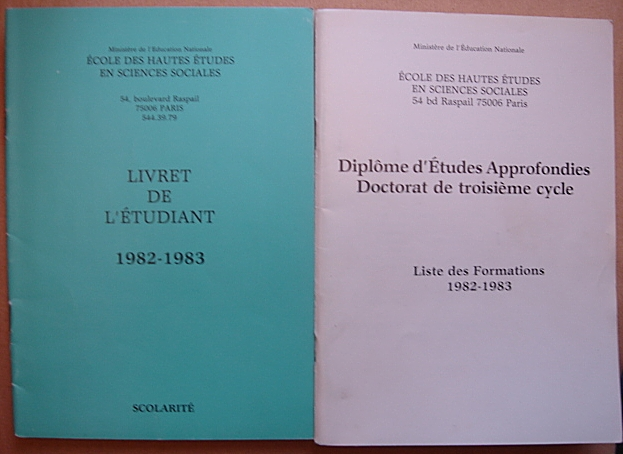
Les deux livrets de l'étudiant à l'EHESS : le vert et le blanc.

L'École accueille environ 3 000 étudiants sans compter les nombreux auditeurs libres, et plus de 200 thèses y sont soutenues par an. L'admission en doctorat à l'École se fait sur dossier et à partir d'un projet de recherche pour des étudiants ayant obtenu leur master.

## Personnalités liées à l'EHESS

### Membres actuels
Les noms sans précision de fonction sont directeurs d'études.
- Pierre-Antoine Fabre
- Dominique Iogna-Prat
- Céline Béraud
- Étienne Anheim
- Stéphane Audoin-Rouzeau
- Philippe Boutry
- Jean Boutier
- Stéphane Breton
- Éric Brian
- Juliette Cadiot
- Marion Carel
- Francis Chateauraynaud
- Ève Chiapello
- Jacques Chiffoleau
- Claudine Cohen, aussi directrice d'études cumulante à l'EPHE (3e section)
- Jean-Paul Colleyn
- Alain Delissen
- Philippe Descola, aussi professeur au Collège de France
- Georges Didi-Huberman,
- Laurent Dousset
- Jean-Louis Fabiani
- Didier Fassin
- Jean-Claude Galey
- Françoise Gaspard, maîtresse de conférences
- Serge Gruzinski
- Roger Guesnerie, professeur au Collège de France
- André Gunthert, maître de conférences
- François Hartog
- Pierre-Cyrille Hautcœur, ancien président
- Marie-Angèle Hermitte
- Yves Hersant
- Danièle Hervieu-Léger, ancienne présidente
- Romain Huret, président depuis 2022
- Eva Illouz
- Bruno Karsenti
- Rainer Maria Kiesow (juriste)
- Denis Laborde
- Cyril Lemieux
- Pierre Manent
- Elikia M'Bokolo
- Daniel Milo, maître de conférences
- Serge Paugam
- Jean Petitot
- Thomas Piketty
- Christophe Prochasson, ancien président
- Pierre Rosanvallon, aussi professeur au Collège de France
- Françoise Sabban
- Jacques Sapir
- Jean-Marie Schaeffer
- Irène Théry
- Isabelle Thireau
- Jean Tirole, prix Nobel d'économie (2014)
- Laurent Thévenot
- François Weil, professeur associé depuis 2017.
- Michel Wieviorka, aussi administrateur de la Fondation MSH
- Juliette Rennes, maîtresse de conférence
- Anne Lafont

### Élèves (master et doctorat)
- Manola Antonioli
- Nicole Brenez
- Roberto Beneduce
- Antonio Casilli
- Yves Censi
- Philippe Corcuff
- Julien Coupat
- Pierre-Antoine Chardel
- Louis Chauvel
- Pascal Chaigneau
- Jacques Dassié
- Guillaume de Thieulloy
- Robert Delort
- Božidar Đelić
- Aïssa Dermouche
- Serge Dufoulon
- Moisés Espírito Santo
- Camille Fauroux
- Safi Faye
- Caroline Fourest
- Dario Gamboni
- Susan George
- Nathalie Heinich
- Béatrice Hibou
- Jean Hyppolite
- Bruno Jaffré
- Christian Geffray
- Michel Lauwers
- Marc Lazar
- José Manuel López López
- Frédéric Lordon
- Lyang Kim
- Caterina Magni
- Sabrina Malek
- Alain Marleix
- Frédéric Martel
- Mohamed Mbougar Sarr
- François Meïmoun
- Dimitris Michalopoulos
- Laure Murat
- Zineb El Rhazoui
- Sébastien Nadot
- Guadalupe Nettel
- Christine Niederberger Betton
- Laurent Nunez
- Hector Obalk
- Thomas Pavel
- Philippe Picone
- Thomas Piketty
- Guy Poitevin
- Mathilde Provansal
- Ignacio Ramonet
- Joseph Gaï Ramaka
- Blanche Sabbah
- Luca Maria Scarantino (es)
- Cheick Oumar Sissoko
- Bernard Stiegler
- Jean-Louis Swiners
- David Thesmar
- Alain Touraine
- Laurent Turcot
- Stéphane Van Damme
- Frédéric Vandenberghe
- Olivier Weber
- Alain-Xavier Wurst
- Nicolas Bourgoin
- Amzat Boukari-Yabara
- Michel Bampély

## Unités de recherche de l'EHESS (2020)
La majorité des centres de recherche de l'EHESS possède le statut d'unité mixte de recherche et se trouve sous la tutelle de plusieurs établissements de recherche et d'enseignement. En 2020, les unités de recherche auxquelles participe l'EHESS sont :
- Anthropologie et histoire des mondes antiques (CNRS-EHESS)
- Centre Alexandre Koyré (CNRS-EHESS-MNHN)
- Centre Asie du Sud-Est (CNRS-EHESS-INaLCO)
- Centre Georg Simmel (CNRS-EHESS)
- Centre d'analyse et de mathématique sociales (CNRS-EHESS)
- Centre d’études en sciences sociales du religieux (CNRS-EHESS)
- Centre d'études de l'Inde et de l'Asie du Sud (CNRS-EHESS)
- Centre d'études des mondes russe, caucasien et centre européen (CNRS-EHESS)
- Centre d'études turques, ottomanes, balkaniques et centrasiatiques (CNRS-EHESS-Collège de France)
- Centre d'études sociologiques et politiques Raymond-Aron (CNRS-EHESS)
- Centre Norbert Elias (Avignon Université-CNRS-EHESS-AMU)
- Centre de recherches sur les arts et le langage (CNRS-EHESS)
- Centre de recherches historiques (CNRS-EHESS)
- Centre de recherche et de documentation sur l'Océanie (CNRS-EHESS-AMU)
- Centre de recherches linguistiques sur l'Asie orientale (CRLAO) (CNRS-EHESS-INaLCO)
- Centre de recherche médecine, science, santé et société (CNRS-EHESS-Inserm-Paris V)
- Centre européen de sociologie et de science politique (CNRS-EHESS-Paris I)
- Centre international de recherche sur l'environnement et le développement (CIRAD-CNRS-EHESS-ENGREF-ParisTech)
- Centre Maurice Halbwachs (CNRS-EHESS-ENS-INRAE)
- Chine, Corée, Japon (CNRS-EHESS)
- Groupe de sociologie pragmatique et réflexive (EHESS)
- Histoire, Archéologie, Littératures des mondes chrétiens et musulmans médiévaux (EHESS-ENS Lyon-Avignon Université-Lyon III)
- Institut de recherche interdisciplinaire sur les enjeux sociaux (CNRS-EHESS-Inserm-Paris 13)
- Institut Jean Nicod (EHESS-ENS)
- Institut des mondes africains (CNRS-IRD-EHESS-EPHE-Paris I-AMU)
- Laboratoire d'Anthropologie politique (CNRS-EHESS)
- Laboratoire d'anthropologie sociale (EHESS-CNRS-Collège de France)
- Laboratoire de sciences cognitives et psycholinguistique (CNRS-EHESS-ENS)
- Laboratoire interdisciplinaire d’études sur les réflexivités - Fonds Yan Thomas (EHESS)
- Laboratoire interdisciplinaire solidarités sociétés territoires (CNRS-EHESS-Toulouse II)
- Mondes américains (EHESS-Paris I-Paris-Nanterre)
- Travaux de recherches archéologiques sur les cultures, les espaces et les sociétés (EHESS-INRAP-Toulouse II)

Dans le cadre de son programme d'aires culturelles, l'EHESS s'était dotée d'un Centre d'études arctiques (CNRS-EHESS) sous la direction de Jean Malaurie, en 1957.